# Шенн, Ирен
Ирен Шенн (венг. Senn Irén; 7 июня 1883, Рускабаня, ныне Румыния, жудец Караш-Северин — 20 января 1957, Будапешт) — венгерский музыкальный педагог и пианистка.
Училась у Эдена Фаркаша в Коложваре, затем у Арпада Сенди в Будапеште. В 1903—1921 гг. преподавала в музыкальной школе Эрнё Фодора, затем в 1920—1937 гг. в Музыкальной академии Ференца Листа. Опубликовала Школу фортепианной игры (венг. Zongoraiskola kezdök számára; 1929, девятое издание 1958) в соавторстве с Дьёрдем Калманом и Анталом Молнаром. Среди её учеников, в частности, Лайош Галанфи, Эндре Петри, Ласло Гергей (1906—1945); Борис Голдовский, согласно его собственным воспоминаниям, был направлен к Шенн Эрнстом фон Донаньи как к лучшему педагогу академии перед тем, как брать уроки у него самого. В поздние годы занималась методикой преподавания фортепиано, в 1952 году провела в Музыкальной академии итоговый восьмимесячный курс методики.